# Dzieci kukurydzy (opowiadanie)
Dzieci kukurydzy (Children of the Corn) to opowiadanie Stephena Kinga po raz pierwszy opublikowane w magazynie „Penthouse” w 1977, a następnie umieszczone w zbiorze Nocna zmiana (1978).

## Ekranizacja
Po raz pierwszy opowiadanie zostało zekranizowane w 1983 w krótkometrażowym (trwającym 19 min) filmie Disciples of the Crow w reżyserii Johna Woodwarda.
Pełnometrażowy film na podstawie opowiadania powstał w 1984 w reżyserii Fritza Kierscha z Lindą Hamilton w roli głównej. Film ten doczekał się ośmiu sequeli.
1. Disciples of the Crow (1983) reż. John Woodward, występują: Ellese Lester, Gabriel Folse
2. Dzieci kukurydzy (film 1984) (Children of the Corn) (1984) reż. Fritz Kiersch, występują: Peter Horton, Linda Hamilton
3. Dzieci kukurydzy II: Ostateczne poświęcenie (Children of the Corn II: The Final Sacrifice) (1993) reż. David Price, występują: Terence Knox, Paul Scherrer
4. Dzieci kukurydzy III: Miejskie żniwa (Children of the Corn III: Urban Harvest) (1995) reż. James D.R. Hickox, występują: Charlize Theron, Brian Peck
5. Dzieci kukurydzy IV: Zgromadzenie (Children of the Corn IV: The Gathering) (1996) reż. Greg Spence, występują: Naomi Watts, Jamie Renee Smith
6. Dzieci kukurydzy V: Pola grozy (Children of the Corn V: Fields of Terror) (1998) reż. Ethan Wiley, występują: Greg Vaughan, Stacy Galina
7. Dzieci kukurydzy VI: Powrót Isaaca (Children of the Corn 666: Isaac’s Return) (1999) reż. Kari Skogland, występują: Nathan Bexton, Sydney Bennett
8. Dzieci kukurydzy VII: Objawienie (Children of the Corn: Revelation) (2001) reż. Guy Magar, występują: Claudette Mink, Kyle Cassie
9. Dzieci kukurydzy VIII: Geneza (Children of the Corn: Genesis) (2011) reż.  Joel Soisson, występują: Kelen Coleman, Tim Rock
10. Children of the Corn: Runaway (2018) reż. John Gulager, występują: Marci Miller, Clu Gulager

W 2009 roku powstał film telewizyjny.